# Miguel Luís da Silva de Ataíde
Miguel Luís da Silva de Ataíde (Leiria, Leiria, 15 de Fevereiro de 1762 - Leiria, Leiria, 23 de Dezembro de 1833) foi um militar e escritor português.

## Biografia
Era filho de Luís da Silva de Ataíde, também Fidalgo da Casa Real e seu antecessor na Casa, e de sua mulher D. Joana Paula de Melo, pessoas de conhecida Nobreza.
Fidalgo da Casa Real, era Coronel de Cavalaria, Senhor das Barcas de Escaropim e da Chamusca e Guarda-Mor dos Pinhais Reais de Leiria.
Quando, durante a Primeira Invasão Francesa de Portugal, o Batalhão Académico expulsou os Franceses de Leiria a 30 de Junho de 1808, foi-lhe entregue o Governo da cidade, que por poucos dias manteve, pois os Franceses retomaram-na a 5 de Julho de 1808.
Possuiu uma valiosa Livraria, herdada do 14.° Bispo do Funchal, D. José de Sousa Castelo Branco, seu parente, e escreveu Famílias do Reino de Portugal, extractos e aditamentos aos manuscritos genealógicos da autoria de seus primos, o referido Bispo do Funchal, e António Vaz de Castelo Branco, Secretário do Infante D. Francisco, Duque de Beja, manuscrito in-fólio.